# 2009年の日本競馬
2009年の日本競馬（2009ねんのにほんけいば）では、2009年（平成21年）の日本競馬界についてまとめる。
2008年の日本競馬 - 2009年の日本競馬 - 2010年の日本競馬

## できごと

### 1月
- 11日 - 京都競馬第3競走で、15番人気の馬が3着に入線し、複勝式の配当がJRA史上最高配当となる1万2280円を記録。これまでの最高は1980年11月15日に京都競馬第2競走で記録した1万1680円で、29年ぶりの記録更新[1]。
- 17日 - 京都競馬第1競走で、熊沢重文（栗東）がJRA通算1万2000回騎乗を達成[2]。
- 18日 - 中山競馬第11競走（京成杯）で騎手の吉田隼人（美浦）が騎乗馬の故障のあおりを受け落馬。馬は安楽死、吉田は負傷[3] 。
- 23日 - JBC実行委員会において、2010年のJBC競走を船橋競馬場で開催すると発表。船橋では初開催。また同年のJBCスプリントは距離1000mで施行することも合わせて発表[4]。

### 2月
- 1日 - 京都競馬第1競走で、渡辺薫彦（栗東）が5位入線後に落馬。右鎖骨骨折と診断され、その後の競走は騎手変更に[5]。
- 4日 - 船橋競馬第7競走で、1着から5番人気→10番人気→7番人気の順で入線し、三連単の配当が1911万円を記録。2005年10月22日に東京競馬第12競走で記録した1846万9120円を抜き、公営競馬史上最高額配当を更新（的中はSPAT4による1票のみ）[6]。
- 12日 - 2009年度のJRAの新規騎手及び調教師免許試験の合格者を発表。5名の騎手はいずれも競馬学校卒業生で、この中には国分恭介・優作の双子の兄弟が含まれている。双子騎手の誕生は1996年の柴田大知・未崎兄弟以来13年ぶり。また調教師は6名で、いずれも調教助手からの転身。新規騎手・調教師共に3月1日付での免許発効[7]。
- 18日 - 2008年の有馬記念を牝馬として37年ぶりに制したダイワスカーレットが競走馬登録を抹消。今後は繁殖入り[8]。

### 3月
- 1日
  - 小倉競馬第1競走で、この日デビューしたばかりの新人騎手・松山弘平（栗東）が初騎乗初勝利を達成し、自身19回目の誕生日を飾る。初騎乗初勝利は2008年の内田博幸（美浦、内田はJRA移籍後初騎乗初勝利）以来史上44人目。更に松山は第9競走でも勝利を挙げた[9]。
  - 1987年の東京優駿を制したメリーナイスが、北海道浦河町内の牧場で病気のため死亡[10]。
- 9日 - JRAは新しいマークカード「ライトカード」を導入すると発表。これは既存の緑色のマークカードをベースに、文字の拡大、文字及び数字の下にマークする方式に変更するなど視認性に配慮。4月25日にウインズ米子で先行導入し、5月23日に全国に拡大した[11]。この他には中山競馬場にハイビジョンに対応した新型ターフビジョンを設置すること[12]や、今夏の開催から各競馬場のダートコースの砂の厚さを一律9cmにすること[13]などを発表。
- 14日 - 中山競馬は強風の影響により第1競走から第9競走までの発走時刻を最大60分繰り下げて施行。

### 4月
- 3日 - 午前6時35分頃、美浦トレーニングセンター内の厩舎で調教師の蛯名信広が調教中の馬に胸部を強く蹴られ、美浦村内の病院に搬送されたが約3時間後に死亡（56歳没）。調教中による調教師の死亡事故はJRA史上初。死因は強く蹴られたことによる心肺停止[14][15]。
- 4日 - 3月26日に行われた名古屋競馬第1競走で、2位に入線した3歳牡馬（塚田隆男厩舎）から禁止薬物の「カフェイン」が検出されたことが明らかとなり[16] 、愛知県競馬組合は4月11日、ホームページ上で謝罪すると共に同馬を4月24日まで出走停止にする処分を行った[17]。
- 12日 - 第69回桜花賞（GI）で騎手の安藤勝己（栗東）が勝利。49歳16日の安藤勝はクラシック史上最年長勝利記録を69年ぶりに更新[18]。
- 20日 - この日の大井競馬で第4競走と第6競走に出走予定だった同じ厩舎の競走馬2頭が、輸入された牧草の中に清涼飲料水の缶が一緒に圧縮されているのが見つかり、缶から牧草の中に禁止薬物が浸透した可能性があったため、公正保持のため出走取消に[19]。
- 24日 - 岩手競馬は、5月16日から始まる盛岡開催から騎手の成績に応じてハンデを決める「騎手ハンデ制」を導入すると発表。騎手によるハンデ制を導入するのは日本初[20]。
- 26日 - 京都競馬第11競走（アンタレスステークス）でウォータクティクス（JRA）が勝利し、馬主のサンデーレーシングは6週連続重賞競走勝利のJRA新記録をマーク[21]。

### 5月
- 4日 - アジア競馬連盟の会長にJRA統括監の佐藤浩二が就任したことを発表。日本からアジア競馬連盟会長が就任するのは史上初[22]。
- 6日 - 屈腱炎を克服して前年のジャパンカップダート、東京大賞典及び今年の川崎記念を制したカネヒキリが左第3指骨を骨折していたことが判明。全治は不明。同馬は前日の5日に船橋競馬場で行われたかしわ記念で1番人気に支持されたが2着に終わっていた[23]。
- 10日 - 第14回NHKマイルカップ（GI）で第8位入線のサンカルロが第4コーナーでアイアンルックの走行を妨害し、更に最後の直線走路でダイワプリベールの走行を妨害したため第18着に降着。鞍上の吉田豊（美浦）はこれら二つの件でJRA史上初となる合わせて開催日8日間の騎乗停止処分[24]。
- 17日 - 第4回ヴィクトリアマイル（GI）でウオッカ（JRA）が優勝し、GI・JpnI競走5勝目を達成。牝馬によるGI・JpnI競走5勝はメジロドーベルに並ぶタイ記録。また獲得賞金の総額が牝馬歴代1位となる約8億8740万円を記録。また鞍上の武豊（栗東）は22年連続GI・JpnI競走勝利を達成[25]。
- 23日 - 東京競馬第4競走（障害戦）で、エイシンボストンが3分36秒2のレコードタイムで1着に入線したが、その後発馬機の設置位置が本来の位置より15m短い位置に誤って設置していたことが判明。JRAはホームページ上で謝罪すると同時にレコードタイムを取り消すなどの措置を実施[26]。
- 25日 - JRA小倉競馬場と韓国・釜山慶南競馬場が姉妹競馬場の締結に調印[27]。

### 6月
- 12日 - JRAは現在函館、米子など全国10地区で行われているエンドレス式テレホンサービスを7月8日で終了すると発表。以後は全国共通の番号に統一[28]。
- 13日 - 帯広競馬は雨の影響でコースが冠水したため開催中止。代替開催は3日後の16日に実施[29]。
- 27日 - 阪神競馬第4競走で武豊が阪神競馬場通算1000勝を達成。なお武は京都競馬場でも2008年5月10日に同競馬場通算1000勝を達成[30]。

### 7月
- 4日 - 福島競馬場に入厩していた美浦・畠山吉宏厩舎の2頭が、厩務員のミスでカイバに飼料添加物を加えるところを誤って洗濯用の粉末洗剤を混入させ、2頭がそれを食べた可能性があったため、2頭が出走する予定だった4日と5日のレースは共に出走取消。畠山は注意義務を怠ったとして過怠金3万円の処分[31]。
- 8日 - 門別競馬は集中豪雨による馬場冠水により開催中止（代替開催は実施せず）。なお大井で行われた第11回ジャパンダートダービーほか1競走の場外発売は予定通り実施[32]。
- 11日 - 福島競馬第5競走で、江田照男（美浦）がJRA史上20人目（現役騎手12人目）となる通算1万回騎乗を達成[33]。
- 19日 - 札幌競馬第12競走の第4コーナーで、トーセンバサラが故障を発生し転倒したのをきっかけに、その後方にいたデルマビーナス、シャドウランズ、ピエナミッチーの3頭が落馬し競走中止。これによりトーセンバサラは予後不良。また古川吉洋（栗東）は右腓骨骨折、北村友一（栗東）は左上腕骨骨折の負傷、梶晃啓（美浦）も右前腕擦過傷を負った、[34]。
- 22日 - 栗東トレーニングセンターの坂路コースは、前日からの豪雨によりウッドチップが馬場の外側に流された影響により「安全な調教ができない」と判断され閉鎖。豪雨による閉鎖は1985年に坂路が開設されて以来初めて[35]。
- 24日 - 高知競馬で、日本で初めてとなる「通年ナイター競馬」がスタート[36]。
- 27日 - 帯広競馬は大雨の影響により第11競走及び第12競走を中止[37]。

### 8月
- 5日 - JRAは地方競馬所属騎手がJRAの騎手免許試験を受験する場合の試験要項を一部見直し。主な変更点は「学力のうち、馬学、衛生学などの基本項目を外す代わりに地方と中央のルールの違いなど、中央競馬の騎手として必要な事項について課す」「過去5年で中央で年間20勝以上した者の一次試験免除を廃止し、技術試験免除を除き同一の試験内容とし、更に過去5年を直近5年に変更」など。新要項は2010年度の試験から適用される[38]。
- 9日
  - 第41回函館2歳ステークス（GIII）で、調教師の森秀行（栗東）が渡辺栄、山内研二に続く史上3人目のJRA開催競馬場全10場重賞制覇を達成[39]。
  - 札幌競馬第12競走で、横山典弘（美浦）がJRA史上6人目（現役騎手4人目）となる通算1万4000回騎乗を達成[40]。
- 12日
  - ブラックエンブレム（JRA）がこの日の調教中に鼻出血を発症した影響により引退。今後は繁殖入り[41]（その後8月14日付で競走馬登録抹消[42]）。
  - 8月8日に英国・アスコット競馬場で競走中にムチの不適切使用で現地の裁決委員から騎乗停止処分を受けた内田博幸[43]について、裁決委員会は8月22日から30日まで開催日4日間の騎乗停止とすることを発表。奇しくも、現地で言い渡された騎乗停止期間と同じ期間となった[44]。
- 13日 - ヴィクトリー（JRA）が競走馬登録を抹消。今後は種牡馬入り[45]。
- 19日 - ディープスカイ（JRA）が左前浅屈腱炎のため現役引退。今後は種牡馬入り[46] 。
- 20日 - ピンクカメオ（JRA）が競走馬登録を抹消。今後は繁殖入り[47]。
- 23日 - 第45回札幌記念にブエナビスタが出走したが2着に敗れ、目標としていた凱旋門賞への出走を断念。陣営はスティルインラブ以来となる国内3歳三冠を目指す方針に転換[48]。

### 9月
- 3日 - 白毛馬で初の交流重賞を果たしたユキチャン（JRA）が競走馬登録を抹消。南関東・川崎の山崎尋美厩舎へ移籍[49] 。
- 10日 - 9月13日に新潟競馬第4競走で施行予定だった3歳未勝利戦（芝2400m）は出走申込馬が3頭しかなく、施行条件（5頭以上、3歳未勝利戦は6頭以上）に満たなかったため不成立。これにより、第1競走の発走時刻は10時20分に繰り下がり、メーンレースの魚沼特別は第10競走に変更。不成立での競走数が減ったのは1986年8月31日の新潟競馬8日目以来[50]。
- 12日
  - 英国遠征中の三浦皇成（美浦）がフォスラス競馬場で行われたトートスポートコムハンデキャップで1着となり、海外遠征初騎乗初勝利を達成[51]。
  - 大井所属の御神本訓史が、大井競馬場の騎手調整ルームの入室後に無断で外出したとして、9月13日から25日まで実効10日間の騎乗停止処分[52]。
- 15日
  - 1985年の桜花賞を制したエルプスが繋養先の北海道新ひだか町のカタオカファームにて、負傷のため逝去[53]。
  - JRAは宮崎県宮崎市の「JRA宮崎育成牧場」内に2010年2月のオープン予定で勝馬投票券の発売設備を設けることを発表。ただし小規模施設となるため利用には事前登録が必要[54]。
  - 神奈川県川崎競馬組合は、9月6日に行われた川崎競馬第10競走で2位に入線した4歳牡馬（田邊陽一厩舎）から禁止薬物である「メフェナム酸」が検出されたことを発表。組合は失格及び賞金返還、30日間の出走停止にすると同時に、競馬法違反の疑いで神奈川県警川崎署に通報[55]。
- 18日 - 1983年の有馬記念を制したリードホーユー（JRA）が、繋養先の北海道別海町の野付ライディングファームで球節骨折を発症したことにより安楽死措置[56]。
- 20日 - 中山競馬第4競走で、蛯名正義（美浦）がJRA史上7人目（現役騎手5人目）となる通算1万4000回騎乗を達成[57]。
- 26日 - 2008年スプリンターズステークス優勝馬のスリープレスナイト（JRA）が左前淺屈腱炎を発症したことより引退。今後は繁殖入り（その後10月1日付で競走馬登録を抹消）[58]。
- 27日 - 福山競馬場で日本競馬における最後のアラブ系限定競走「開設60周年記念アラブ特別レジェンド賞」が行われ、ザラストアラビアンが優勝[59]。
- 28日 - 栗東トレーニングセンターで造成が進められていたニューポリトラックによる調教コースが完成。武豊、佐藤哲三、渡辺薫彦、福永祐一各騎手を招いての試走会を実施。その後10月2日に正式オープン。なお美浦トレセンは既に2007年11月に導入されている[60]。

### 10月
- 4日 - 阪神競馬第11競走（道頓堀ステークス）で5位に入線したオディール（JRA）が競走中に第一指関節の開放性脱臼を発症。予後不良と判断され安楽死の措置[61]。
- 11日
  - 第60回毎日王冠（GII）でウオッカが2位に入線し賞金2600万円を獲得。牝馬で初めてとなるJRA通算獲得賞金10億円を突破[62]。
  - 京都競馬第1競走で、1着から12番人気→3番人気→15番人気の順で入線し、三連単式の配当が京都競馬史上2位（JRA全体では歴代8位）となる847万8840円を記録。またワイドが京都競馬史上1位となる10万2120円、三連複が京都競馬史上2位となる152万2290円をそれぞれ記録する大波乱[63]。
- 17日 - JRAは、12月27日までのGI競走施行週限定でコンピューターが自動的に選択して発券する「JRAクイックピック投票」をGI競走が行われる競馬場の専用窓口で試験運用を開始[64]。
- 18日
  - 京都競馬第6競走の若手騎手限定競走で、当初騎乗予定だった高井彰大（栗東）が前日の落馬負傷により赤木高太郎（栗東）に乗り替わり。これは他に基準（免許取得後7年未満で100勝以下）を満たす騎手がいなかったための措置[65]。
  - 第14回秋華賞（GI）で、牝馬三冠を狙ったブエナビスタが第2位に入線したが、第4コーナーで第3位入線のブロードストリートの走行を妨害し第3着に降着。鞍上の安藤勝己は10月24日から11月1日まで開催日4日間の騎乗停止処分[66]。
- 29日 - 笠松競馬場で行われた第33回岐阜金賞（SPI）で、1着から10番人気→6番人気→9番人気の順に入線したが、三連単式馬券の的中者がおらず、同式馬券を購入した全員に対して特払い70円の払い戻しとなる珍事[67]。

### 11月
- 3日 - 第9回JBCスプリント（JpnI）に出走し3着となったリミットレスビッド（JRA）がレース終了後に引退し、韓国で種牡馬入りすることが明らかとなったが[68]、実際は翌年も現役を続行。
- 12日 - JRAは、11月1日の第140回天皇賞・秋を制したカンパニー（JRA）が、11月22日の第26回マイルチャンピオンシップ（GI）を最後に引退することを発表。今後は種牡馬入りする予定[69]。
- 18日 - JRAは、2011年度から指定する5つのレースの単勝を的中させる「5重勝単勝式」をインターネットによる限定発売で導入すると発表。具体的な導入時期や内容などについては今後検討される[70]。
- 29日 - ジャパンカップ（GI）で第1位入線のウオッカ、第18位入線のヤマニンキングリーがそれぞれ競走中に鼻出血を発症したため、日本中央競馬会番組一般事項第2章のその11の規定により、ウオッカは1か月、ヤマニンキングリーは2か月の出馬登録停止措置[71][72]。

### 12月
- 1日 - 美浦所属の24歳の騎手が、美浦トレーニングセンター内の同じ騎手寮に住む同僚騎手のスニーカーを盗んだ窃盗容疑により茨城県警稲敷署に逮捕。これを受け、JRAは12月1日から裁定委員会の議定があるまでこの騎手を騎乗停止処分に。なおこの騎手は容疑を否認[73]。
- 4日 - 2008年ジャパンカップ優勝馬のスクリーンヒーロー（JRA）が左前浅屈腱炎を発症。全治まで最低9か月を要する見込みと診断されたため[74]、12月9日に競走馬登録を抹消。今後は種牡馬入り[75]。
- 6日 - 阪神競馬第4競走の最後の直線走路で、第3位入線のセイルラージがサンライズモールの走行を妨害したため第11着に降着。鞍上のクリストフ・ルメールは12月13日から12月26日まで開催日4日間の騎乗停止処分を受けたが、前日にも開催日1日の騎乗停止処分を受けており、計5日間の騎乗停止となり、参加を予定していた香港・シャティン競馬場での香港国際競走は騎乗不可となった[76]。またこの競走では1着から17番人気→7番人気→10番人気（前述の降着により第4位から繰り上げ）の順で入線し、三連単の配当が772万8090円、三連複の配当も102万3740円といずれも阪神競馬史上1位となる大波乱[77]。
- 8日 - 調教師の角居勝彦（栗東）は管理馬のウオッカについて、来年3月27日にドバイで行われるドバイワールドカップを最後に引退し、繁殖馬入りすることを明らかにした[78]。
- 13日 - 香港国際競走（国際GI）がシャティン競馬場で行われたが、香港ヴァーズのジャガーメイルの4着が最高で、香港スプリントのローレルゲレイロは13着、香港カップのクィーンスプマンテは最下位の10着に終わった[79]。
- 20日
  - 中京競馬第3競走で5頭が落馬するアクシデント。第3コーナーでコヅルが骨折を発症し転倒したのをきっかけに、後に続いていたサンマルハッピーがコヅルに接触して転倒。またハッピーネーションもコヅルに接触し鞍上の国分恭介が落馬。更にリヒターとナイスアカシアが先に転倒したサンマルハッピーに接触して騎手が落馬した。この事故でコヅルは予後不良、サンマルハッピーも頸椎骨折で死亡、騎手では丸田恭介（美浦）と中村将之（栗東）が豊明市内の病院へ搬送され以後の競走が乗り替わりになった他、津村明秀（美浦）も第7競走まで騎乗を続けたが、第8競走以降は乗り替わりとなった[80]。
  - 中山競馬第10競走で、内田博幸がJRA年間最多騎乗回数を更新する953回を記録。これまでの記録は2006年に岩田康誠（栗東）が記録した952回。なお内田は第11競走及び第12競走にも騎乗し、年間騎乗回数を955回とした[81]。
  - 金沢競馬は降雪の影響により開催中止。これにより開催日程が1日順延され12月21日から12月24日までとなった[82]。
- 21日
  - JRAは、20年以上にわたって使用してきたGIを含めた重賞競走の本馬場入場曲を、2010年の開催から作曲家・岩代太郎による楽曲に変更すると発表[83]。
  - 金沢競馬は前日に続き、雪の影響により開催中止。これに伴い、開催日程が更に1日順延され12月22日から25日となった[84]。
- 26日 - 阪神競馬第3競走で、1着から6番人気→9番人気→17番人気の順で入線し、三連単式の配当が阪神競馬史上1位（JRA全体では史上3位）となる1184万9250円を記録。また三連複式の配当も阪神競馬史上1位となる177万4500円を記録する大波乱[85]。
- 27日 - 中央競馬の全日程が終了。リーディングジョッキーは146勝を挙げた内田博幸が初の栄冠。内田は南関東・大井時代にも4年連続でリーディングジョッキーに輝いており、競馬史上初となる地方・中央両方のリーディングジョッキーに。7年連続リーディングジョッキーだった武豊は内田と6勝差の140勝に終わる[86]。リーディングトレーナーは56勝を挙げた藤沢和雄（美浦）が2年ぶり14度目の栄冠[87]。
- 28日 - 帯広市は指定された5つの競走の1着を順番に予想し、的中すると最大2億円の払い戻しが受けられる「5重勝単勝式馬券」を来年1月9日から発売すると発表[88]。当初は本年10月からの発売を目指していたが、システム障害発生などのため延期していた[89]。
- 31日
  - 金沢競馬は雪の影響により中止となり、1月4日に代替開催[90]。
  - 高知競馬第5競走で、ダイナブロス（高知）が1998年の初出走以来、地方競馬（ばんえいは除く）初となる通算300レース出走を達成（結果は3着）[91]。

## 競走成績

### 中央競馬・平地GI,JpnI
| 競走名                                 | 競走名                                 | 競走名                                 | 優勝馬             | 性齢 | 騎手                                 | 調教師                               | 所属               |
| 月日                                   | 競馬場                                 | コース・距離                           | 優勝馬             | 性齢 | 馬主                                 | 馬主                                 | タイム             |
| -------------------------------------- | -------------------------------------- | -------------------------------------- | ------------------ | ---- | ------------------------------------ | ------------------------------------ | ------------------ |
| 第26回フェブラリーステークス           | 第26回フェブラリーステークス           | 第26回フェブラリーステークス           | サクセスブロッケン | 牡4  | 内田博幸                             | 藤原英昭                             | JRA栗東            |
| 2月22日                                | 東京競馬場                             | ダート1600m                            | サクセスブロッケン | 牡4  | 高嶋哲                               | 高嶋哲                               | 1:34.6（レコード） |
| 第39回高松宮記念                       | 第39回高松宮記念                       | 第39回高松宮記念                       | ローレルゲレイロ   | 牡5  | 藤田伸二                             | 昆貢                                 | JRA栗東            |
| 3月29日                                | 中京競馬場                             | 芝1200m                                | ローレルゲレイロ   | 牡5  | （株）ローレルレーシング             | （株）ローレルレーシング             | 1:08.0             |
| 第69回桜花賞                           | 第69回桜花賞                           | 第69回桜花賞                           | ブエナビスタ       | 牝3  | 安藤勝己                             | 松田博資                             | JRA栗東            |
| 4月12日                                | 阪神競馬場                             | 芝1600m                                | ブエナビスタ       | 牝3  | （有）サンデーレーシング             | （有）サンデーレーシング             | 1:34.0             |
| 第69回皐月賞                           | 第69回皐月賞                           | 第69回皐月賞                           | アンライバルド     | 牡3  | 岩田康誠                             | 友道康夫                             | JRA栗東            |
| 4月19日                                | 中山競馬場                             | 芝2000m                                | アンライバルド     | 牡3  | （有）サンデーレーシング             | （有）サンデーレーシング             | 1:58.7             |
| 第139回天皇賞・春                      | 第139回天皇賞・春                      | 第139回天皇賞・春                      | マイネルキッツ     | 牡6  | 松岡正海                             | 国枝栄                               | JRA美浦            |
| 5月3日                                 | 京都競馬場                             | 芝3200m                                | マイネルキッツ     | 牡6  | （株）サラブレッドクラブ・ラフィアン | （株）サラブレッドクラブ・ラフィアン | 3:14.4             |
| 第14回NHKマイルカップ                  | 第14回NHKマイルカップ                  | 第14回NHKマイルカップ                  | ジョーカプチーノ   | 牡3  | 藤岡康太                             | 中竹和也                             | JRA栗東            |
| 5月10日                                | 東京競馬場                             | 芝1600m                                | ジョーカプチーノ   | 牡3  | 上田けい子                           | 上田けい子                           | 1:32.4             |
| 第4回ヴィクトリアマイル                | 第4回ヴィクトリアマイル                | 第4回ヴィクトリアマイル                | ウオッカ           | 牝5  | 武豊                                 | 角居勝彦                             | JRA栗東            |
| 5月17日                                | 東京競馬場                             | 芝1600m                                | ウオッカ           | 牝5  | 谷水雄三                             | 谷水雄三                             | 1:32.4             |
| 第70回優駿牝馬（オークス）             | 第70回優駿牝馬（オークス）             | 第70回優駿牝馬（オークス）             | ブエナビスタ       | 牝3  | 安藤勝己                             | 松田博資                             | JRA栗東            |
| 5月24日                                | 東京競馬場                             | 芝2400m                                | ブエナビスタ       | 牝3  | （有）サンデーレーシング             | （有）サンデーレーシング             | 2:26.1             |
| 第76回東京優駿（日本ダービー）         | 第76回東京優駿（日本ダービー）         | 第76回東京優駿（日本ダービー）         | ロジユニヴァース   | 牡3  | 横山典弘                             | 萩原清                               | JRA美浦            |
| 5月31日                                | 東京競馬場                             | 芝2400m                                | ロジユニヴァース   | 牡3  | 久米田正明                           | 久米田正明                           | 2:33.7             |
| 第59回安田記念                         | 第59回安田記念                         | 第59回安田記念                         | ウオッカ           | 牝5  | 武豊                                 | 角居勝彦                             | JRA栗東            |
| 6月7日                                 | 東京競馬場                             | 芝1600m                                | ウオッカ           | 牝5  | 谷水雄三                             | 谷水雄三                             | 1:33.5             |
| 第50回宝塚記念                         | 第50回宝塚記念                         | 第50回宝塚記念                         | ドリームジャーニー | 牡5  | 池添謙一                             | 池江泰寿                             | JRA栗東            |
| 6月28日                                | 阪神競馬場                             | 芝2200m                                | ドリームジャーニー | 牡5  | （有）サンデーレーシング             | （有）サンデーレーシング             | 2:11.3             |
| 第43回スプリンターズステークス         | 第43回スプリンターズステークス         | 第43回スプリンターズステークス         | ローレルゲレイロ   | 牡5  | 藤田伸二                             | 昆貢                                 | JRA栗東            |
| 10月4日                                | 中山競馬場                             | 芝1200m                                | ローレルゲレイロ   | 牡5  | （株）ローレルレーシング             | （株）ローレルレーシング             | 1:07.5             |
| 第14回秋華賞                           | 第14回秋華賞                           | 第14回秋華賞                           | レッドディザイア   | 牝3  | 四位洋文                             | 松永幹夫                             | JRA栗東            |
| 10月18日                               | 京都競馬場                             | 芝2000m                                | レッドディザイア   | 牝3  | （株）東京ホースレーシング           | （株）東京ホースレーシング           | 1:58.2             |
| 第70回菊花賞                           | 第70回菊花賞                           | 第70回菊花賞                           | スリーロールス     | 牡3  | 浜中俊                               | 武宏平                               | JRA栗東            |
| 10月25日                               | 京都競馬場                             | 芝3000m                                | スリーロールス     | 牡3  | 永井商事（株）                       | 永井商事（株）                       | 3:03.5             |
| 第140回天皇賞・秋                      | 第140回天皇賞・秋                      | 第140回天皇賞・秋                      | カンパニー         | 牡8  | 横山典弘                             | 音無秀孝                             | JRA栗東            |
| 11月1日                                | 東京競馬場                             | 芝2000m                                | カンパニー         | 牡8  | 近藤英子                             | 近藤英子                             | 1:57.2             |
| 第34回エリザベス女王杯                 | 第34回エリザベス女王杯                 | 第34回エリザベス女王杯                 | クィーンスプマンテ | 牝5  | 田中博康                             | 小島茂之                             | JRA美浦            |
| 11月15日                               | 京都競馬場                             | 芝2200m                                | クィーンスプマンテ | 牝5  | （株）グリーンファーム               | （株）グリーンファーム               | 2:13.6             |
| 第26回マイルチャンピオンシップ         | 第26回マイルチャンピオンシップ         | 第26回マイルチャンピオンシップ         | カンパニー         | 牡8  | 横山典弘                             | 音無秀孝                             | JRA栗東            |
| 11月22日                               | 京都競馬場                             | 芝1600m                                | カンパニー         | 牡8  | 近藤英子                             | 近藤英子                             | 1:33.2             |
| 第29回ジャパンカップ                   | 第29回ジャパンカップ                   | 第29回ジャパンカップ                   | ウオッカ           | 牝5  | クリストフ・ルメール                 | 角居勝彦                             | JRA栗東            |
| 11月29日                               | 東京競馬場                             | 芝2400m                                | ウオッカ           | 牝5  | 谷水雄三                             | 谷水雄三                             | 2:22.4             |
| 第10回ジャパンカップダート             | 第10回ジャパンカップダート             | 第10回ジャパンカップダート             | エスポワールシチー | 牡4  | 佐藤哲三                             | 安達昭夫                             | JRA栗東            |
| 12月6日                                | 阪神競馬場                             | ダート1800m                            | エスポワールシチー | 牡4  | （株）友駿ホースクラブ               | （株）友駿ホースクラブ               | 1:49.9             |
| 第61回阪神ジュベナイルフィリーズ       | 第61回阪神ジュベナイルフィリーズ       | 第61回阪神ジュベナイルフィリーズ       | アパパネ           | 牝2  | 蛯名正義                             | 国枝栄                               | JRA美浦            |
| 12月13日                               | 阪神競馬場                             | 芝1600m                                | アパパネ           | 牝2  | 金子真人ホールディングス（株）       | 金子真人ホールディングス（株）       | 1:34.9             |
| 第61回朝日杯フューチュリティステークス | 第61回朝日杯フューチュリティステークス | 第61回朝日杯フューチュリティステークス | ローズキングダム   | 牡2  | 小牧太                               | 橋口弘次郎                           | JRA栗東            |
| 12月20日                               | 中山競馬場                             | 芝1600m                                | ローズキングダム   | 牡2  | （有）サンデーレーシング             | （有）サンデーレーシング             | 1:34.0             |
| 第54回有馬記念                         | 第54回有馬記念                         | 第54回有馬記念                         | ドリームジャーニー | 牡5  | 池添謙一                             | 池江泰寿                             | JRA栗東            |
| 12月27日                               | 中山競馬場                             | 芝2500m                                | ドリームジャーニー | 牡5  | （有）サンデーレーシング             | （有）サンデーレーシング             | 2:30.0             |

### ダートグレート競走（地方競馬開催分）
| 競走名                                     | 競走名                                     | 競走名                                     | 優勝馬             | 性齢 | 騎手                           | 調教師                         | 所属       |
| 月日                                       | 競馬場                                     | 距離                                       | 優勝馬             | 性齢 | 馬主                           | 馬主                           | タイム     |
| ------------------------------------------ | ------------------------------------------ | ------------------------------------------ | ------------------ | ---- | ------------------------------ | ------------------------------ | ---------- |
| 第58回川崎記念(JpnI)                       | 第58回川崎記念(JpnI)                       | 第58回川崎記念(JpnI)                       | カネヒキリ         | 牡7  | クリストフ・ルメール           | 角居勝彦                       | JRA栗東    |
| 1月28日                                    | 川崎競馬場                                 | 2100m                                      | カネヒキリ         | 牡7  | 金子真人ホールディングス（株） | 金子真人ホールディングス（株） | 2:13.3     |
| 第21回かしわ記念(JpnI)                     | 第21回かしわ記念(JpnI)                     | 第21回かしわ記念(JpnI)                     | エスポワールシチー | 牡4  | 佐藤哲三                       | 安達昭夫                       | JRA栗東    |
| 5月5日                                     | 船橋競馬場                                 | 1600m                                      | エスポワールシチー | 牡4  | （株）友駿ホースクラブ         | （株）友駿ホースクラブ         | 1:35.9     |
| 第32回帝王賞(JpnI)                         | 第32回帝王賞(JpnI)                         | 第32回帝王賞(JpnI)                         | ヴァーミリアン     | 牡7  | 武豊                           | 石坂正                         | JRA栗東    |
| 6月24日                                    | 大井競馬場                                 | 2000m                                      | ヴァーミリアン     | 牡7  | （有）サンデーレーシング       | （有）サンデーレーシング       | 2:03.6     |
| 第11回ジャパンダートダービー(JpnI)         | 第11回ジャパンダートダービー(JpnI)         | 第11回ジャパンダートダービー(JpnI)         | テスタマッタ       | 牡3  | 岩田康誠                       | 村山明                         | JRA栗東    |
| 7月8日                                     | 大井競馬場                                 | 2000m                                      | テスタマッタ       | 牡3  | 吉田和美                       | 吉田和美                       | 2:04.5     |
| 第22回マイルチャンピオンシップ南部杯(JpnI) | 第22回マイルチャンピオンシップ南部杯(JpnI) | 第22回マイルチャンピオンシップ南部杯(JpnI) | エスポワールシチー | 牡4  | 佐藤哲三                       | 安達昭夫                       | JRA栗東    |
| 10月12日                                   | 盛岡競馬場                                 | 1600m                                      | エスポワールシチー | 牡4  | （株）友駿ホースクラブ         | （株）友駿ホースクラブ         | 1:35.4     |
| 第9回JBCスプリント(JpnI)                   | 第9回JBCスプリント(JpnI)                   | 第9回JBCスプリント(JpnI)                   | スーニ             | 牡3  | 川田将雅                       | 吉田直弘                       | JRA栗東    |
| 11月3日                                    | 名古屋競馬場                               | 1400m                                      | スーニ             | 牡3  | 吉田和美                       | 吉田和美                       | 1:25.9     |
| 第9回JBCクラシック(JpnI)                   | 第9回JBCクラシック(JpnI)                   | 第9回JBCクラシック(JpnI)                   | ヴァーミリアン     | 牡7  | 武豊                           | 石坂正                         | JRA栗東    |
| 11月3日                                    | 名古屋競馬場                               | 1900m                                      | ヴァーミリアン     | 牡7  | （有）サンデーレーシング       | （有）サンデーレーシング       | 2:00.2     |
| 第60回全日本2歳優駿(JpnI)                  | 第60回全日本2歳優駿(JpnI)                  | 第60回全日本2歳優駿(JpnI)                  | ラブミーチャン     | 牝2  | 濱口楠彦                       | 柳江仁                         | 公営・笠松 |
| 12月16日                                   | 川崎競馬場                                 | 1600m                                      | ラブミーチャン     | 牝2  | 小林祥晃                       | 小林祥晃                       | 1:40.0     |
| 第55回東京大賞典(JpnI)                     | 第55回東京大賞典(JpnI)                     | 第55回東京大賞典(JpnI)                     | サクセスブロッケン | 牡4  | 内田博幸                       | 藤原英昭                       | JRA栗東    |
| 12月29日                                   | 大井競馬場                                 | 2000m                                      | サクセスブロッケン | 牡4  | 高嶋哲                         | 高嶋哲                         | 2:05.9     |

### 中央競馬・障害（JGI）
| 競走名                     | 競走名                     | 競走名                     | 優勝馬           | 性齢 | 騎手     | 調教師   | 所属    |
| 月日                       | 競馬場                     | コース・距離               | 優勝馬           | 性齢 | 馬主     | 馬主     | タイム  |
| -------------------------- | -------------------------- | -------------------------- | ---------------- | ---- | -------- | -------- | ------- |
| 第11回中山グランドジャンプ | 第11回中山グランドジャンプ | 第11回中山グランドジャンプ | スプリングゲント | 牡9  | 白浜雄造 | 野村彰彦 | JRA栗東 |
| 4月18日                    | 中山競馬場                 | 障害芝4250m                | スプリングゲント | 牡9  | 加藤春夫 | 加藤春夫 | 4:49.1  |
| 第132回中山大障害          | 第132回中山大障害          | 第132回中山大障害          | キングジョイ     | 牡7  | 西谷誠   | 増本豊   | JRA栗東 |
| 12月26日                   | 中山競馬場                 | 障害芝4100m                | キングジョイ     | 牡7  | 松岡隆雄 | 松岡隆雄 | 4:41.7  |

### ばんえい
| 競走名             | 競走名             | 競走名             | 優勝馬       | 性齢 | 騎手     | 調教師   | タイム |
| 月日               | 競馬場             | コース・距離       | 優勝馬       | 性齢 | 馬主     | 馬主     | タイム |
| ------------------ | ------------------ | ------------------ | ------------ | ---- | -------- | -------- | ------ |
| 第41回ばんえい記念 | 第41回ばんえい記念 | 第41回ばんえい記念 | トモエパワー | 牡9  | 西弘美   | 松井浩文 | 4:50.8 |
| 3月29日            | 帯広競馬場         | ダート200m         | トモエパワー | 牡9  | 酒井兼益 | 酒井兼益 | 4:50.8 |

### 騎手招待競走
- 第7回佐々木竹見カップ ジョッキーズグランプリ（1月27日・川崎競馬場）優勝：内田博幸（JRA）
- 第23回ワールドスーパージョッキーズシリーズ（12月5日、6日・阪神競馬場）優勝：横山典弘（JRA）

## 表彰

### JRA賞
競走馬部門
- 年度代表馬・最優秀4歳以上牝馬：ウオッカ（牝5歳、栗東・角居勝彦厩舎）
- 最優秀2歳牡馬：ローズキングダム（牡2歳、栗東・橋口弘次郎厩舎）
- 最優秀2歳牝馬：アパパネ（牝2歳、美浦・国枝栄厩舎）
- 最優秀3歳牡馬：ロジユニヴァース（牡3歳、美浦・萩原清厩舎）
- 最優秀3歳牝馬：ブエナビスタ（牝3歳、栗東・松田博資厩舎）
- 最優秀4歳以上牡馬：ドリームジャーニー（牡5歳、栗東・池江泰寿厩舎）
- 最優秀短距離馬：ローレルゲレイロ（牡5歳、栗東・昆貢厩舎）
- 最優秀ダートホース：エスポワールシチー（牡4歳、栗東・安達昭夫厩舎）
- 最優秀障害馬：キングジョイ（牡7歳、栗東・増本豊厩舎）
- 特別賞：カンパニー（牡8歳、栗東・音無秀孝厩舎）

調教師・騎手部門
- 最多勝利調教師・最高勝率調教師：藤沢和雄（美浦）
- 最多賞金獲得調教師：音無秀孝（栗東）
- 優秀技術調教師：角居勝彦（栗東）
- 最多勝利騎手：内田博幸（美浦）
- 最高勝率騎手：安藤勝己（栗東）
- 最多賞金獲得騎手：武豊（栗東）
- 最多勝利障害騎手：五十嵐雄祐（美浦） ※対象は10勝以上
- 最多勝利新人騎手：松山弘平（栗東） ※対象は30勝以上
- 特別模範騎手：該当者なし

JRA賞馬事文化賞
- 受賞作品：競馬の社会史1 文明開化に馬券は舞う-日本競馬の誕生
- 受賞者：立川健治（富山大学教授）

JRA賞馬事文化賞・功労賞
- 受賞者：今井壽惠（競走馬写真家、2009年2月に逝去）

### NARグランプリ
表彰馬部門
- 年度代表馬・サラ2歳最優秀馬・最優秀牝馬：ラブミーチャン（牝2歳、笠松・柳江仁厩舎）
- サラ3歳最優秀馬：ブルーラッド（牡3歳、川崎・足立勝久厩舎）
- サラ4歳以上最優秀馬：フリオーソ（牡5歳、船橋・川島正行厩舎）
- ばんえい最優秀馬：カネサブラック（牡7歳、松井浩文厩舎）
- ダートグレード競走特別賞馬：エスポワールシチー（牡4歳、JRA栗東・安達昭夫厩舎）
- アラブ最優秀馬：該当馬なし
- 最優秀短距離馬：該当馬なし
- 最優秀ターフ馬：該当馬なし
- 特別表彰馬：アジュディミツオー（元競走馬）、タガミホマレ（元競走馬・元種牡馬）

表彰者部門
- 最優秀勝利回数調教師：角田輝也（愛知）
- 最優秀賞金拾得調教師：川島正行（船橋）
- 最優秀勝率調教師：川西毅（愛知）
- 殊勲調教師賞：角川秀樹（北海道）、柳江仁（笠松）
- 最優秀勝利回数・最優秀賞金拾得騎手：戸崎圭太（大井）
- 最優秀勝率騎手：赤岡修次（高知）
- 優秀新人騎手：長澤幸太（ばんえい）
- 優秀女性騎手：別府真衣（高知）
- ベストフェアプレイ賞：今野忠成（川崎）
- 殊勲選手賞：該当者なし

## 通算勝利数の記録
地方競馬（ばんえいを除く）は「地方通算」のものと「中央・地方通算」があるが、それぞれ出典に拠った。
記載は氏名（達成地、達成日）の順。

### 騎手
初勝利
丸山元気（JRA札幌、7月11日）
中村尚平（大井、7月20日）※元オーストラリア。日本初勝利
大江原圭（JRA新潟、7月26日）
安藤洋一（大井、9月17日）
ギャレット・ゴメス（JRA阪神、12月6日）※JRA初勝利
100勝
三浦皇成（JRA東京、2月7日）※JRA史上最速で達成
浜中俊（JRA小倉、2月28日）
大野拓弥（JRA中京、3月14日）
酒井学（JRA小倉、8月2日）
的場勇人（JRA中山、12月5日）
200勝
石橋脩（JRA東京、2月7日）
松田大作（JRA中山、9月20日）
武士沢友治（JRA東京、11月29日）
300勝
松岡正海（JRA中山、4月18日）
内田博幸（JRA東京、5月23日）
村田一誠（JRA新潟、8月8日）
川田将雅（JRA京都、10月17日）
500勝
勝浦正樹（JRA中山、9月20日）
600勝
石崎駿（船橋、2月2日）
宮下瞳（笠松、2月26日）
北村宏司（JRA東京、5月10日）
岩田康誠（JRA阪神、9月12日）
700勝
角田晃一（JRA中京、5月23日）
江田照男（JRA福島、11月15日）
800勝
熊沢重文（JRA小倉、8月8日）
佐藤哲三（JRA阪神、9月20日）
吉田豊（JRA東京、10月10日）
1000勝
御神本訓史（船橋、9月2日）
1100勝
福永祐一（JRA京都、11月28日）
1600勝
藤田伸二（JRA札幌、8月15日）
1700勝
蛯名正義（JRA東京、4月25日）
2000勝
横山典弘（JRA札幌、7月18日）
3300勝
武豊（JRA阪神。12月13日）
4000勝
有馬澄男（園田、12月9日）
6000勝
石崎隆之（浦和、5月1日）

### 調教師
初勝利
牧光二（JRA中京、1月17日）
須貝尚介（JRA阪神、3月14日）
大竹正博（JRA中山、4月4日）
矢野英一（JRA東京、5月2日）
伊藤大士（JRA福島。7月11日）
100勝
郷原洋行（JRA東京、2月7日）
根本康広（JRA東京、2月21日）
宮本博（JRA中京、3月28日）
中尾秀正（JRA阪神、4月4日）
佐藤正雄（JRA新潟、5月9日）
小桧山悟（JRA新潟、8月8日）
河内洋（JRA福島、10月31日）
200勝
田所秀孝（JRA小倉、2月21日）
加藤征弘（JRA阪神、3月8日）
谷潔（JRA阪神、3月28日）
中竹和也（JRA新潟、5月2日）
鈴木伸尋（JRA福島、7月11日）
川村禎彦（JRA小倉、8月8日）
300勝
小西一男（JRA中京、1月18日）
500勝
増本豊（JRA京都、1月10日）
坂口正則（JRA京都、1月18日）
和田正道（JRA新潟、5月2日）
国枝栄（JRA中山、12月12日）
橋田満（JRA阪神、12月27日）
600勝
岡林光浩（船橋、9月23日）
800勝
橋口弘次郎（JRA小倉、8月15日）
900勝
松山康久（JRA中山、2月28日）
1000勝
藤沢和雄（JRA中山、9月27日）※JRA史上最速で達成
1100勝
堂山芳則（門別、11月11日）

## 誕生
この年に生まれた競走馬は2012年のクラシック世代となる。

### 競走馬
- 1月15日 - アイムユアーズ[149]
- 1月17日 - ダイワマッジョーレ[150]
- 1月24日 - ファインチョイス[151]
- 1月29日 - トーホウアマポーラ[152]
- 2月1日 - エピセアローム[153]
- 2月4日 - サナシオン[154]
- 2月12日 - アダムスピーク[155]、サウンドオブハート[156]、クランモンタナ[157]
- 2月14日 - ハクサンムーン[158]、エアハリファ[159]
- 2月17日 - コスモオオゾラ[160]、アンバルブライベン[161]
- 2月18日 - マイネルバイカ[162]
- 2月19日 - カレンブラックヒル[163]
- 2月20日 - ジェンティルドンナ[164]
- 2月22日 - ワールドエース[165]、カポーティスター[166]
- 2月23日 - ミッドサマーフェア[167]、レッドキングダム[168]
- 2月28日 - オースミイチバン[169]
- 3月2日 - クラレント[170]
- 3月3日 - グランデッツァ[171]、キャトルフィーユ
- 3月5日 - ヴィルシーナ[172]
- 3月6日 - ゴールドシップ[173]
- 3月7日 - トーセンベニザクラ
- 3月8日 - ジャスタウェイ[174]
- 3月11日 - ファイナルフォーム[175]、ユーロビート[176]
- 3月12日 - ストレイトガール[177]
- 3月14日 - フィエロ[178]
- 3月15日 - エアソミュール[179]、ストローハット[180]
- 3月17日 - ベストディール[181]
- 3月18日 - サンビスタ[182]
- 3月19日 - メイショウコロンボ[183]
- 3月23日 - トーセンホマレボシ[184]、シゲルスダチ[185]
- 3月24日 - ラブイズブーシェ[186]、アルキメデス[187]
- 3月27日 - ヒストリカル[188]
- 3月28日 - ケイアイエレガント[189]
- 3月29日 - リトルゲルダ[190]
- 4月1日 - アイルハヴアナザー
- 4月3日 - アースソニック[191]
- 4月4日 - レッドクラウディア[192]
- 4月7日 - エキストラエンド[193]
- 4月8日 - キクノストーム[194]、モンストール[195]
- 4月10日 - フリートストリート[196]、バクシンテイオー[197]
- 4月11日 - アルフレード[198]、ヴァンセンヌ[199]
- 4月12日 - オメガハートランド
- 4月14日 - オーブルチェフ[200]
- 4月15日 - アポロマーベリック[201]
- 4月19日 - オースミムーン[202]
- 4月20日 - フェノーメノ[203]、ディサイファ[204]、エクセラントカーヴ[205]、ダンツミュータント[206]
- 4月22日 - トウケイヘイロー[207]
- 4月24日 - ハナズゴール[208]
- 4月27日 - メイショウスザンナ
- 4月28日 - イジゲン[209]
- 4月30日 - ワイドバッハ[210]
- 5月3日 - サウンドガガ[211]
- 5月4日 - シェアースマイル[212]
- 5月6日 - ブライトライン[213]
- 5月8日 - ディープブリランテ[214]、クリールカイザー[215]
- 5月9日 - フーラブライド[216]
- 5月12日 - スピルバーグ[217]、ワイルドフラッパー[218]
- 5月13日 - ジョワドヴィーヴル[219]
- 5月16日 - ハタノヴァンクール[220]
- 5月26日 - ホッコータルマエ[221]
- 5月30日 - ゴーイングパワー[222]
- 8月20日 - マーティンボロ[223]

## 死去

### 競走馬、繁殖馬
- 1月18日 - サンライズキール
- 1月18日 - ウィッシュアウェイ
- 3月1日 - メリーナイス
- 3月1日 - アーバンシー
- 3月1日 - デュラブ
- 6月12日 - ユメノシルシ
- 6月22日 - アグネスタキオン[224]
- 6月24日 - イブキマイカグラ
- 7月19日 - トーセンバサラ
- 9月16日 - エルプス
- 10月4日 - オディール
- 10月8日 - カツラノハイセイコ
- 10月13日 - メジロティターン
- 10月15日 - メジロデュレン[225]
- 11月15日 - ダンスアジョイ[226]、マイネルハーティー[227]
- 11月19日 - ウインザーノット

### 人物
- 2月17日 - 今井壽惠（競走馬写真家）[228]
- 3月20日 - 安田伊佐夫（日本中央競馬会調教師）[229]
- 3月23日 - 稗田研二（日本中央競馬会調教師）
- 4月3日 - 蛯名信広（日本中央競馬会調教師）[230]
- 4月12日 - 境勝太郎（日本中央競馬会元調教師）[231]
- 6月30日 - 田中竜雨（馬主）
- 7月1日 - 保田隆芳（国営競馬／日本競馬会／日本中央競馬会元騎手・調教師）[232]
- 9月18日 - 横山富雄（日本中央競馬会元騎手・調教助手）[233]
- 10月20日 - 千葉均（ばんえい競馬調教師）[234]
- 10月22日 - 楠克美（ホッカイドウ競馬調教師）[235]
- 11月2日 - 山崎正行（競馬評論家・競馬中継解説者、東京競馬記者クラブ会友）[236]
- 11月24日 - 八木正雄（神奈川県川崎競馬組合調教師）
- 12月22日 - 山路秀則（馬主、京都馬主協会参与、オースミ代表）

## 引退

### 競走馬
- 1月7日 - メイショウサムソン
- 1月17日 - ブライトトゥモロー
- 1月29日 - ラピッドオレンジ
- 1月30日 - アドマイヤモナーク
- 2月5日 - アドマイヤメイン、ソリッドプラチナム
- 2月7日 - ブルーショットガン
- 2月13日 - アサカディフィート
- 2月18日 - ダイワスカーレット、イクスキューズ
- 2月22日 - サロミナ
- 2月27日 - ニシノナースコール
- 2月28日 - サヨウナラ
- 3月11日 - タガノバスティーユ
- 3月13日 - ペールギュント
- 3月24日 - キストゥヘヴン
- 4月15日 - クーヴェルチュール
- 4月16日 - ショウナンタレント
- 5月9日 - シルクフェイマス
- 5月22日 - ジョイフルハート、スウィフトカレント
- 6月11日 - デルタブルース、ラブカーナ
- 6月12日 - エイジアンウインズ
- 6月21日 - タイセイアトム
- 7月12日 - フジサイレンス
- 7月15日 - カンファーベスト
- 8月1日 - トウカイワイルド
- 8月13日 - ヴィクトリー
- 8月14日 - ブラックエンブレム
- 8月19日 - ディープスカイ、エムオーウイナー
- 8月20日 - ピンクカメオ
- 8月27日 - ロジック
- 9月24日 - アジュディミツオー[237]
- 10月1日 - スリープレスナイト
- 10月8日 - アプレザンレーヴ
- 10月14日 - コスモプラチナ
- 10月28日 - コンゴウリキシオー
- 11月4日 - ジョリーダンス
- 11月6日 - ベッラレイア
- 11月7日 - ブルーコンコルド
- 11月12日 - グラスボンバー
- 11月13日 - ダンスアジョイ
- 11月19日 - カワカミプリンセス
- 11月25日 - カンパニー
- 11月26日 - サカラート
- 12月4日 - マイネルシーガル
- 12月5日 - バローネフォンテン
- 12月9日 - スクリーンヒーロー
- 12月10日 - エイシンデピュティ、マイネカンナ
- 12月16日 - ハイアーゲーム
- 12月22日 - クィーンスプマンテ[238]
- 12月23日 - ヤマニンメルベイユ

### 人物
- 2月28日 - 石山繁（JRA騎手）
- 2月28日 - 岩城博俊（JRA調教師）
- 2月28日 - 大和田稔（JRA調教師）
- 2月28日 - 沢峰次（JRA調教師）
- 2月28日 - 田子冬樹（JRA調教師）
- 2月28日 - 中野隆良（JRA調教師）
- 2月28日 - 武邦彦（JRA調教師）
- 2月28日 - 中尾正（JRA調教師）
- 2月28日 - 浜田光正（JRA調教師）
- 2月28日 - 桑田孝雄（浦和競馬調教師）
- 3月31日 - 北村欣也（佐賀競馬騎手 調教師転向による）
- 3月31日 - 池田鉄平（JRA騎手）[239]
- 4月30日 - 白坂聡（JRA騎手）[240]
- 5月20日 - 斎藤宏（JRA調教師）
- 5月31日 - 菊池憲太（JRA騎手）
- 9月28日 - 保利良平（姫路・園田競馬騎手 調教師補佐転向による）
- 10月31日 - 田中剛（JRA騎手）
- 11月19日 - 黒川武（ホッカイドウ競馬調教師）
- 12月20日 - 宇田登志夫（JRA騎手）
- 12月20日 - 小原義之（JRA騎手）
- 12月20日 - 河北通（JRA騎手）
- 12月31日 - 矢原洋一（JRA騎手）
- 12月31日 - 高松邦男（JRA調教師）
- 12月31日 - 西弘美（ばんえい競馬騎手 調教師転向による）
- 12月31日 - 五百藏幸雄（大井競馬調教師）[241]

## 新種牡馬
内国産馬
| 馬名               | 父                     | 父系                     |
| ------------------ | ---------------------- | ------------------------ |
| アドマイヤドン     | ティンバーカントリー   | ミスタープロスペクター系 |
| アドマイヤマックス | サンデーサイレンス     | サンデーサイレンス系     |
| インターハイクラス | ダンシングブレーヴ     | リファール系             |
| インテリパワー     | ルション               | ネヴァーベンド系         |
| ウインデュエル     | サンデーサイレンス     | サンデーサイレンス系     |
| ウインラディウス   | サンデーサイレンス     | サンデーサイレンス系     |
| カーム             | サンデーサイレンス     | サンデーサイレンス系     |
| カオリハイパー     | フォーティナイナー     | ミスタープロスペクター系 |
| カルストンライトオ | ウォーニング           | マンノウォー系           |
| キングリファール   | クリスタルグリッターズ | ブラッシンググルーム系   |
| クラキングオー     | スズカコバン           | ニジンスキー系           |
| サンライズペガサス | サンデーサイレンス     | サンデーサイレンス系     |
| ザッツザプレンティ | ダンスインザダーク     | サンデーサイレンス系     |
| シックスセンス     | サンデーサイレンス     | サンデーサイレンス系     |
| スパイキュール     | サンデーサイレンス     | サンデーサイレンス系     |
| ゼンノロブロイ     | サンデーサイレンス     | サンデーサイレンス系     |
| ダイタクバートラム | ダンスインザダーク     | サンデーサイレンス系     |
| チアズブライトリー | サンデーサイレンス     | サンデーサイレンス系     |
| デュランダル       | サンデーサイレンス     | サンデーサイレンス系     |
| トーシンブリザード | デュラブ               | ノーザンダンサー系       |
| トーセンダンス     | サンデーサイレンス     | サンデーサイレンス系     |
| トーヨーヒリュウ   | サンデーサイレンス     | サンデーサイレンス系     |
| ナスダックパワー   | タヤスツヨシ           | サンデーサイレンス系     |
| ハギノハイグレイド | コマンダーインチーフ   | リファール系             |
| ヒシミラクル       | サッカーボーイ         | ファイントップ系         |
| フォーティダンサー | フォーティナイナー     | ミスタープロスペクター系 |
| ボーンキング       | サンデーサイレンス     | サンデーサイレンス系     |
| マイネルセレクト   | フォーティナイナー     | ミスタープロスペクター系 |
| ミスキャスト       | サンデーサイレンス     | サンデーサイレンス系     |

輸入馬
| 生産国・馬名       | 父                 | 父系                     |
| ------------------ | ------------------ | ------------------------ |
| アポインテッドデイ | レッドランサム     | ロベルト系               |
| アルカセット       | キングマンボ       | ミスタープロスペクター系 |
| ストラヴィンスキー | ヌレイエフ         | ヌレイエフ系             |
| タップダンスシチー | プレザントタップ   | リボー系                 |
| ロイヤルウエスト   | ゴーンウェスト     | ミスタープロスペクター系 |
| ロージズインメイ   | デヴィルヒズデュー | ヘイロー系               |

## 脚註
1. ↑  複勝でJRA史上1位の高額払戻金! - ラジオNIKKEI・競馬実況web 2009年1月11日閲覧
2. ↑  熊沢がJRA通算1万2000回騎乗 - スポニチアネックス（2009年1月17日）※2015年4月25日閲覧
3. ↑  吉田隼人落馬…キールあぁ予後不良/京成杯 - スポニチアネックス（2009年1月19日）※2015年4月25日閲覧
4. ↑  2010年のJBCは船橋競馬場で開催 - ラジオNIKKEI・競馬実況web 2009年1月23日閲覧
5. ↑  渡辺薫彦騎手がゴール後に落馬、右鎖骨骨折 - スポニチアネックス（2009年2月2日）※2015年4月25日閲覧
6. ↑  船橋競馬で日本競馬史上最高配当を記録! - 地方競馬情報サイト 2009年2月4日閲覧
7. ↑  JRA新規調教師・騎手免許試験合格者発表 - netkeiba.com 2009年2月12日閲覧
8. ↑  ダイワスカーレット、引退が決定 - ラジオNIKKEI・競馬実況web 2009年2月16日閲覧
9. ↑  【3歳未勝利】（小倉1R）～松山弘平騎手が初騎乗初勝利! - ラジオNIKKEI・競馬実況web 2009年3月1日閲覧
10. ↑  ダービー馬のメリーナイスが病死 - スポニチアネックス（2009年3月3日）※2015年4月25日閲覧
11. ↑  親切度が増した!JRA新マークシート導入へ - スポニチアネックス（2009年3月10日）※2015年10月22日閲覧
12. ↑  中山に“デカい2倍！”新ターフビジョン - スポニチアネックス（2009年3月9日）※2015年4月25日閲覧
13. ↑  安全第一!!ダートの砂厚を9センチに統一 - スポニチアネックス（2009年3月10日）※2015年4月25日閲覧
14. ↑  蛯名信廣調教師、馬に蹴られて死亡 - 夕刊フジ 2009年4月3日閲覧
15. ↑  馬にけられ調教師死亡=JRA美浦トレセンで-茨城 - 時事通信 2009年4月3日閲覧[リンク切れ]
16. ↑  名古屋競馬で競走馬1頭から禁止薬物 - スポニチアネックス（2009年4月4日）※2015年4月26日閲覧
17. ↑  ■禁止薬物陽性馬の発生についてのお詫び - 名古屋けいばオフィシャルサイト 2009年4月11日閲覧[リンク切れ]
18. ↑  アンカツ69年ぶりの偉業！クラシック最年長V  - スポニチアネックス（2009年4月12日）※2015年4月26日閲覧
19. ↑  公正保持のため出走取り消す - スポニチアネックス（2009年4月21日）※2015年4月26日閲覧
20. ↑  岩手競馬で日本初の「騎手ハンデ」実施へ - ラジオNIKKEI・競馬実況web 2009年4月25日閲覧
21. ↑  JRA新記録！サンデーR6週連続重賞V - スポニチアネックス（2009年4月28日）※2015年4月26日閲覧
22. ↑  JRAの佐藤氏がアジア連盟会長 - スポニチアネックス（2009年5月4日）※2015年4月26日閲覧
23. ↑  カネヒキリ 左第3指骨を骨折 - スポニチアネックス（2009年5月6日）※2015年4月26日閲覧
24. ↑  2度妨害…吉田豊騎手に8日間騎乗停止 - スポニチアネックス（2009年5月10日）※2015年4月26日閲覧
25. ↑  1着ウオッカ - スポニチアネックス（2009年5月18日）※2015年4月26日閲覧
26. ↑  JRA大失態 障害発走地点15メートル前だった - スポニチアネックス（2009年5月24日）※2015年4月26日閲覧
27. ↑  小倉と釜山が姉妹競馬場の提携結ぶ - スポニチアネックス（2009年5月25日）※2015年4月26日閲覧
28. ↑  JRAエンドレス式テレホンサービス終了 - ラジオNIKKEI・競馬実況web 2009年6月13日閲覧
29. ↑  ばんえい帯広競馬、走路冠水のため開催中止 - netkeiba.com（2009年6月13日）※2015年4月26日閲覧
30. ↑  武豊騎手、阪神競馬場1000勝達成 - netkeiba.com（2009年6月27日）※2015年4月26日閲覧
31. ↑  厩務員がカイバに洗剤混入!?出走取り消し - スポニチアネックス、2009年7月5日閲覧
32. ↑  門別競馬、馬場冠水のため開催中止 - netkeiba.com（2009年7月8日）※2015年4月26日閲覧
33. ↑  史上20人目！江田騎手が通算1万回騎乗 - スポニチアネックス（2009年7月11日）※2015年4月26日閲覧
34. ↑  【札幌12R】“玉突き落馬”…古川、北村友が骨折 -スポニチアネックス（2009年7月20日）※2015年4月26日閲覧
35. ↑  坂路開業以来初の事態も…自然のパワーには勝てん - スポニチアネックス（2009年7月23日）※2015年4月26日閲覧
36. ↑  「夜さ恋ナイター」日本初の通年開催 - スポニチアネックス（2009年7月25日）※2015年4月26日閲覧
37. ↑  帯広ばんえい競馬が大雨で中止 - スポニチアネックス（2009年7月27日）※2015年4月26日閲覧
38. ↑  地方騎手が受ける中央騎手免許試験を一部変更 - スポニチアネックス（2009年8月6日）※2015年4月26日閲覧
39. ↑  【函館2歳S】森師 史上3人目の全場重賞制覇 - スポニチアネックス（2009年8月10日）※2015年4月26日閲覧
40. ↑  横山典弘JRA1万4000回騎乗 - スポニチアネックス（2009年8月9日）※2015年4月26日閲覧
41. ↑  ブラックエンブレムが引退 - 日刊スポーツ 2009年8月12日閲覧
42. ↑  ブラックエンブレム、繁殖生活へ ラジオNIKKEI・競馬実況web 2009年8月20日閲覧
43. ↑  内田博幸騎手 英で騎乗停止処分に - スポニチアネックス（2009年8月9日）※2015年4月26日閲覧
44. ↑  内田騎手に騎乗停止処分 - スポニチアネックス（2009年8月12日）※2015年4月26日閲覧
45. ↑  “迷路”抜けだせぬまま…皐月賞馬ヴィクトリー引退 - スポニチアネックス（2009年8月14日）※2015年4月26日閲覧
46. ↑  ディープスカイ引退…ダーレーJで種牡馬入りへ - スポニチアネックス（2009年8月20日）※2015年4月26日閲覧
47. ↑  ピンクカメオ引退、繁殖入り ラジオNIKKEI・競馬実況web 2009年8月20日閲覧
48. ↑  ブエナ2着では…凱旋門賞断念／札幌記念 - 日刊スポーツ 2009年8月24日閲覧
49. ↑  電撃移籍!!ユキチャンが川崎競馬へ - スポニチアネックス（2009年9月3日）※2015年4月26日閲覧
50. ↑  わずか3頭…新潟日曜4Rが頭数不足で不成立に - スポニチアネックス（2009年9月10日）※2015年4月26日閲覧
51. ↑  大外一気にキメた！皇成　海外初騎乗初勝利！ - スポニチアネックス（2009年9月13日）※2015年4月26日閲覧
52. ↑  大井1000勝ジョッキー無断外出で騎乗停止10日間 - スポニチアネックス（2009年9月14日） ※2015年4月26日閲覧
53. ↑  1985年の桜花賞馬エルプス死亡 - スポーツニッポン 2009年9月16日閲覧
54. ↑  来年から宮崎育成牧場で馬券を発売 - ラジオNIKKEI・競馬実況web 2009年9月16日閲覧
55. ↑  川崎競馬出走馬から禁止薬物検出 - スポニチアネックス（2009年9月16日）※2015年4月26日閲覧
56. ↑  有馬記念馬：リードホーユーが安楽死 - サンケイスポーツ 2009年9月19日閲覧[リンク切れ]
57. ↑  蛯名、JRA史上7人目の記録達成！ - スポニチアネックス（2009年9月21日）※2015年4月26日閲覧
58. ↑  スリープレスナイトが引退  - スポニチアネックス（2009年9月26日）※2015年4月26日閲覧
59. ↑  開設60周年記念アラブ特別レジェンド賞結果・払戻金 - netkeiba.com（2009年9月27日）※2015年4月26日閲覧
60. ↑  武豊絶賛！栗東「ニューポリトラックコース」 - スポニチアネックス（2009年9月29日）※2015年4月26日閲覧
61. ↑  レース後の悲劇…オディール予後不良 - スポニチアネックス（2009年10月4日）※2015年4月26日閲覧
62. ↑  【毎日王冠】昨年と一緒…ウオッカまた差された - スポニチアネックス（2009年10月12日）※2015年4月26日閲覧
63. ↑  京都競馬で高額払戻金 - ラジオNIKKEI・競馬実況web 2009年10月12日閲覧
64. ↑  コンピューター発番馬券を試験的運用 - スポニチアネックス（2009年10月3日）※2015年4月26日閲覧
65. ↑  【京都6R】若手騎手限定戦…赤木に乗り代わり - スポニチアネックス（2009年10月18日）※2015年4月26日閲覧
66. ↑  【秋華賞】ブエナ“まさか”の裁定に3冠の夢敗れた - スポニチアネックス（2009年10月19日）※2015年4月26日閲覧
67. ↑  最低人気馬Vで3連単的中者なし/笠松・岐阜金賞 - netkeiba.com 2009年10月29日閲覧
68. ↑  【JBCスプリント】3着リミットレス引退 - サンケイスポーツ 2009年11月4日閲覧[リンク切れ]
69. ↑  カンパニー、マイルCSを最後に引退 - ラジオNIKKEI・競馬実況web 2009年11月12日閲覧
70. ↑  JRA、2011年度から重勝式馬券を導入へ - ラジオNIKKEI・競馬実況web 2009年11月19日閲覧
71. ↑  開催競馬場・今日の出来事 - JRA公式サイト、2009年11月29日閲覧[リンク切れ]
72. ↑  JCで花道か…ウオッカ鼻出血で有馬記念は出走できず - スポニチアネックス（2009年11月29日）※2015年4月26日閲覧
73. ↑  今季0勝…JRA若手騎手がスニーカー窃盗 - スポニチアネックス 2009年12月2日閲覧
74. ↑  スクリーンヒーローが休養 - スポニチアネックス（2009年12月4日）※2015年4月26日閲覧
75. ↑  スクリーンヒーローも引退。種牡馬に - ラジオNIKKEI・競馬実況web 2009年12月9日閲覧
76. ↑  ルメールまた斜行!騎乗停止しめて5日間に - スポニチアネックス 2009年12月7日閲覧
77. ↑  【阪神4R】史上最高払戻 - スポニチアネックス 2009年12月7日閲覧
78. ↑  最多タイGI7勝のウオッカ 来年3月引退  - スポニチアネックス（2009年12月8日）※2015年4月26日閲覧
79. ↑  【香港国際競走】日の丸G1馬2騎は沈没だった - スポニチアネックス（2009年12月14日）※2015年4月26日閲覧
80. ↑  20日中京競馬3R、5頭が落馬する事故 - サンケイスポーツ 2009年12月21日閲覧[リンク切れ]
81. ↑  内田博幸が年間最多騎乗を達成 - スポニチアネックス（2009年12月21日）※2015年4月26日閲覧
82. ↑  12月20日（日）「金沢競馬、雪で中止」ほか  - ラジオNIKKEI競馬実況web・全国競馬ダイヤリー 2009年12月21日閲覧
83. ↑  本馬場入場曲（重賞用）、新年から新しい曲に - ラジオNIKKEI・競馬実況web（2009年12月21日）※2015年11月5日閲覧
84. ↑  金沢競馬、雪のため連日の開催中止 ラジオNIKKEI・競馬実況web 2009年12月21日閲覧
85. ↑  歴代3位！1184万円馬券出た～！ - スポニチアネックス（2009年12月26日）※2015年4月26日閲覧
86. ↑  武豊8年連続ならず…内田が初の年間最多勝！ - スポニチアネックス（2009年12月27日）※2015年4月26日閲覧
87. ↑  藤沢和師56勝でリーディング奪還 - スポニチアネックス（2009年12月27日）※2015年4月26日閲覧
88. ↑  5重勝単勝式…帯広ばんえいで2億円新馬券 - スポニチアネックス（2009年12月28日）※2015年4月26日閲覧
89. ↑  2009年10月10日付・北海道新聞朝刊第4社会面の記事を参照。
90. ↑  金沢競馬、1月4日に代替開催実施  - ラジオNIKKEI・競馬実況web 2009年12月31日閲覧
91. ↑  高知けいばのダイナブロスが通算300戦を走破 - 地方競馬情報サイト 2010年1月2日閲覧
92. 1 2  丸山騎手、伊藤調教師がJRA初勝利 - スポニチアネックス（2009年7月11日）※2015年4月26日閲覧
93. ↑  中村尚平騎手が国内初勝利 - スポニチアネックス（2009年7月21日）※2015年4月26日閲覧
94. ↑  新潟4R】大江原 通算121戦目の初勝利 - スポニチアネックス（2009年7月27日）※2015年4月26日閲覧
95. ↑  安藤洋一騎手が初勝利 - スポニチアネックス（2009年9月18日）※2015年4月26日閲覧
96. ↑  【阪神4R】ゴメス騎手JRA初勝利 - スポニチアネックス（2009年12月7日）※2015年4月26日閲覧
97. ↑  武豊を抜いた！三浦騎手が最速100勝 - スポニチアネックス（2009年2月7日）※2015年4月25日閲覧
98. 1 2  松山康久師900勝/20歳の浜中俊騎手100勝 - スポニチアネックス（2009年3月1日）※2015年4月25日閲覧
99. ↑  大野拓弥騎手がJRA通算100勝を達成 - スポニチアネックス（2009年3月15日）※2015年4月25日閲覧
100. ↑  酒井学騎手が通算100勝目 - スポニチアネックス（2009年8月3日）※2015年4月26日閲覧
101. ↑  的場勇 区切りの勝利に絶叫「次は僕です！」 - スポニチアネックス（2009年12月5日）※2015年4月26日閲覧
102. ↑  ヴィルマール快勝！石橋脩200勝/東京5R新馬 - スポニチアネックス（2009年2月7日）※2015年4月25日閲覧
103. 1 2  松田大作騎手JRA通算200勝、勝浦正樹騎手JRA通算500勝、佐藤哲三騎手JRA通算800勝達成 - ラジオNIKKEI・競馬実況web（2009年9月20日）※2015年4月26日閲覧
104. ↑  武士沢友治騎手 通算200勝を達成 - スポニチアネックス（2009年11月30日）※2015年4月26日閲覧
105. ↑  松岡正海騎手がJRA300勝達成 - スポニチアネックス（2009年4月19日）※2015年4月26日閲覧
106. ↑  【東京7R】内田博幸騎手JRA通算300勝を達成 - スポニチアネックス（2009年5月24日）※2015年4月26日閲覧
107. ↑  村田一誠騎手、JRA通算300勝達成 - ラジオNIKKEI・競馬実況web（2009年8月8日）※2015年4月26日閲覧
108. ↑  【京都7R】川田がJRA通算300勝 - スポニチアネックス（2009年10月18日）※2015年4月26日閲覧
109. ↑  600勝石崎駿　今年は大井勢に勝つ - スポニチアネックス（2009年2月6日）※2015年4月25日閲覧
110. ↑  “女傑”宮下瞳が通算600勝を達成 - スポニチアネックス（2009年2月27日）※2015年4月25日閲覧
111. ↑  北村宏司騎手がJRA通算600勝 - スポニチアネックス（2009年5月11日）※2015年4月26日閲覧
112. ↑  岩田康誠騎手が通算600勝を達成 - スポニチアネックス（2009年9月13日）※2015年4月26日閲覧
113. ↑  【中京4R】角田晃一騎手JRA通算700勝を達成 - スポニチアネックス（2009年5月24日）※2015年4月26日閲覧
114. ↑  【福島4R】江田照男騎手JRA通算700勝 - スポニチアネックス（2009年11月16日）※2015年4月26日閲覧
115. ↑  熊沢重文騎手、JRA通算900勝達成 - ラジオNIKKEI・競馬実況web（2009年8月8日）※2015年4月26日閲覧
116. ↑  佐藤哲三 JRA史上33人目の通算800勝 - スポニチアネックス（2009年9月21日）※2015年4月26日閲覧
117. ↑  吉田豊800勝「いい馬に乗せてもらい感謝」 - スポニチアネックス（2009年10月11日）※2015年4月26日閲覧
118. ↑  御神本 地方競馬通算1000勝達成 -  スポニチアネックス（2009年9月2日）※2015年4月26日閲覧
119. ↑  福永 通算1100勝を達成 - スポニチアネックス（2009年11月28日）※2015年4月26日閲覧
120. ↑  藤田 地元・北海道で4年連続メモリアル勝利 - スポニチアネックス（2009年8月15日）※2015年4月26日閲覧
121. ↑  蛯名正義 JRA史上8人目の通算1700勝 - スポニチアネックス（2009年4月26日）※2015年4月26日閲覧
122. ↑  横山典弘騎手、JRA通算2000勝達成! - ラジオNIKKEI・競馬実況web 2009年7月18日閲覧
123. ↑  武豊がJRA通算3300勝を達成 - スポニチアネックス（2009年12月13日）※2015年4月26日閲覧
124. ↑  有馬澄男騎手（兵庫）地方通算4000勝を達成 - 地方競馬情報サイト 2009年12月9日閲覧
125. ↑  浦和競馬で石崎騎手が通算6000勝 - スポニチアネックス（2009年5月1日）※2015年4月26日閲覧
126. ↑  牧光二調教師が念願のJRA初勝利 - スポニチアネックス（2009年1月17日）※2015年4月25日閲覧
127. ↑  須貝尚介調教師がJRA初勝利 - スポニチアネックス（2009年3月14日）※2015年4月25日閲覧
128. ↑  大竹正博師が通算14戦目で初勝利 - スポニチアネックス（2009年4月5日）※2015年4月26日閲覧
129. ↑  【東京5R勝利】矢野英一師が38戦目の歓喜 - スポニチアネックス（2009年5月3日）※2015年4月26日閲覧
130. ↑  調教師の100勝は大変…郷原師が大台に - スポニチアネックス（2009年2月8日）※2015年4月25日閲覧
131. 1 2  田所秀孝師200勝 根本康広師100勝 - スポニチアネックス（2009年2月22日）※2015年4月25日閲覧
132. 1 2  谷潔師が200勝、宮本博は100勝を達成 - スポニチアネックス（2009年3月29日）※2015年4月25日閲覧
133. ↑  中尾秀正調教師がJRA100勝 - スポニチアネックス（2009年4月4日）※2015年4月26日閲覧
134. ↑  佐藤正雄師がJRA通算100勝達成 - スポニチアネックス（2009年5月10日）※2015年4月26日閲覧
135. ↑  小桧山悟調教師、JRA通算100勝達成 - ラジオNIKKEI・競馬実況web（2009年8月8日）※2015年4月26日閲覧
136. ↑  【JRA100勝】河内師1073戦目の到達 - スポニチアネックス（2009年11月1日）※2015年4月26日閲覧
137. ↑  加藤征弘調教師がJRA通算200勝 - スポニチアネックス（2009年3月9日）※2015年4月25日閲覧
138. 1 2  和田師JRA500勝！中竹師200勝！ - スポニチアネックス（2009年5月3日）※2015年4月26日閲覧
139. ↑  【200勝】鈴木伸尋師2447戦目の達成 - スポニチアネックス（2009年7月12日）※2015年4月26日閲覧
140. ↑  【小倉3R】川村禎彦調教師JRA200勝 - スポニチアネックス（2009年8月9日）※2015年4月26日閲覧
141. 1 2  テンリューで坂口正則師500勝 - スポニチアネックス（2009年1月19日）※2015年4月25日閲覧
142. ↑  増本豊調教師が500勝を達成 - スポニチアネックス（2009年1月11日）※2015年4月25日閲覧
143. ↑  国枝栄師が通算500勝達成 - スポニチアネックス（2009年12月13日）※2015年4月26日閲覧
144. ↑  橋田満師が通算500勝達成！ - スポニチアネックス（2009年12月28日）※2015年4月26日閲覧
145. ↑  岡林師 地方競馬通算600勝達成 - スポニチアネックス（2009年9月23日）※2015年4月29日閲覧
146. ↑  橋口師がJRA通算800勝イッキに達成 - スポニチアネックス（2009年8月15日）※2015年4月29日閲覧
147. ↑  藤沢和師 JRA最速1000勝 - スポニチアネックス（2009年9月27日）※2015年4月26日閲覧
148. ↑  11月11日（水）「ローレル賞（川崎）はキョウエイトリガーが制す」ほか - ラジオNIKKEI・競馬実況web（2009年11月11日）※2015年4月26日閲覧
149. ↑  アイムユアーズJBISサーチ
150. ↑  ダイワマッジョーレJBISサーチ
151. ↑  ファインチョイスJBISサーチ
152. ↑  “トーホウアマポーラ”. JBISサーチ.  日本軽種馬協会. 2022年11月12日閲覧。
153. ↑  “エピセアローム｜JBISサーチ（JBIS-Search）”. www.jbis.or.jp. 2020年12月30日閲覧。
154. ↑  サナシオンJBISサーチ
155. ↑  アダムスピークJBISサーチ
156. ↑  サウンドオブハートJBISサーチ
157. ↑  “クランモンタナ”.   JBISサーチ (2021年11月27日). 2021年11月28日閲覧。
158. ↑  ハクサンムーンJBISサーチ
159. ↑  “エアハリファ”. JBISサーチ.  日本軽種馬協会. 2022年11月22日閲覧。
160. ↑  コスモオオゾラJBISサーチ
161. ↑  “アンバルブライベン”.   JBISサーチ (2020年12月6日). 2020年12月8日閲覧。
162. ↑  “マイネルバイカ”. JBISサーチ.  日本軽種馬協会. 2023年7月17日閲覧。
163. ↑  カレンブラックヒルJBISサーチ
164. ↑  ジェンティルドンナJBISサーチ
165. ↑  ワールドエースJBISサーチ
166. ↑  カポーティスターJBISサーチ
167. ↑  ミッドサマーフェアJBISサーチ
168. ↑  レッドキングダムJBISサーチ
169. ↑  オースミイチバンJBISサーチ
170. ↑  “クラレント｜JBISサーチ（JBIS-Search）”. www.jbis.or.jp. 2020年12月30日閲覧。
171. ↑  グランデッツァJBISサーチ
172. ↑  ヴィルシーナJBISサーチ
173. ↑  ゴールドシップJBISサーチ
174. ↑  ジャスタウェイJBISサーチ
175. ↑  ファイナルフォームJBISサーチ
176. ↑  ユーロビートJBISサーチ
177. ↑  ストレイトガールJBISサーチ
178. ↑  フィエロJBISサーチ
179. ↑  エアソミュールJBISサーチ
180. ↑  ストローハットJBISサーチ
181. ↑  ベストディールJBISサーチ
182. ↑  サンビスタJBISサーチ
183. ↑  メイショウコロンボJBISサーチ
184. ↑  トーセンホマレボシJBISサーチ
185. ↑  “シゲルスダチ”.   JBISサーチ (2022年2月11日). 2022年2月12日閲覧。
186. ↑  ラブイズブーシェJBISサーチ
187. ↑  “アルキメデス”. JBISサーチ.   日本軽種馬協会. 2022年10月25日閲覧。
188. ↑  ヒストリカルJBISサーチ
189. ↑  ケイアイエレガントJBISサーチ
190. ↑  “リトルゲルダ(USA)｜JBISサーチ（JBIS-Search）”. www.jbis.or.jp. 2020年12月28日閲覧。
191. ↑  “アースソニック”. JBISサーチ.   日本軽種馬協会. 2022年10月25日閲覧。
192. ↑  レッドクラウディアJBISサーチ
193. ↑  “エキストラエンド｜JBISサーチ（JBIS-Search）”. www.jbis.or.jp. 2021年9月7日閲覧。
194. ↑  “キクノストーム”. JBISサーチ.   日本軽種馬協会. 2022年12月3日閲覧。
195. ↑  “モンストール”. JBISサーチ.   日本軽種馬協会. 2023年9月3日閲覧。
196. ↑  “フリートストリート Fleet Street（JPN）”. 競走馬情報.  日本中央競馬会. 2022年10月20日閲覧。
197. ↑  “バクシンテイオー”. JBISサーチ.  日本軽種馬協会. 2022年12月8日閲覧。
198. ↑  アルフレードJBISサーチ
199. ↑  ヴァンセンヌJBISサーチ
200. ↑  オーブルチェフJBISサーチ
201. ↑  アポロマーベリックJBISサーチ
202. ↑  オースミムーンnetkeiba.com
203. ↑  フェノーメノJBISサーチ
204. ↑  ディサイファJBISサーチ
205. ↑  “エクセラントカーヴ”. JBISサーチ.   日本軽種馬協会. 2022年10月23日閲覧。
206. ↑  ダンツミュータントJBISサーチ
207. ↑  トウケイヘイローJBISサーチ
208. ↑  ハナズゴールJBISサーチ
209. ↑  イジゲンJBISサーチ
210. ↑  “ワイドバッハ”. JBISサーチ.   日本軽種馬協会. 2022年11月19日閲覧。
211. ↑  サウンドガガJBISサーチ
212. ↑  シェアースマイルJBISサーチ
213. ↑  ブライトラインJBISサーチ
214. ↑  ディープブリランテJBISサーチ
215. ↑  “クリールカイザー”. JBISサーチ.   日本軽種馬協会. 2022年11月22日閲覧。
216. ↑  フーラブライドJBISサーチ
217. ↑  スピルバーグJBISサーチ
218. ↑  ワイルドフラッパーJBISサーチ
219. ↑  ジョワドヴィーヴルJBISサーチ
220. ↑  ハタノヴァンクールJBISサーチ
221. ↑  ホッコータルマエJBISサーチ
222. ↑  “ゴーイングパワー”. JBISサーチ.   日本軽種馬協会. 2023年7月15日閲覧。
223. ↑  マーティンボロJBISサーチ
224. ↑  種牡馬アグネスタキオン号が死亡 日本中央競馬会・JRAニュース 2009年6月24日閲覧
225. ↑  メジロデュレンが老衰のため死亡 ラジオNIKKEI・競馬実況web 2009年10月19日閲覧
226. ↑  ダンスアジョイが死亡 ラジオNIKKEI・競馬実況web 2009年11月19日閲覧
227. ↑  “マイネルハーティー｜所属馬詳細”. ラフィアンターフマンクラブ (2009年11月15日). 2025年3月26日閲覧。
228. ↑  ●訃報●競走馬の美しい写真を世に送り続けたカメラマン、今井壽惠さん死去 ラジオNIKKEI・競馬実況web 2009年2月18日閲覧
229. ↑  ●●訃報●●安田伊佐夫調教師が逝去 ラジオNIKKEI・競馬実況web 2009年3月21日閲覧
230. ↑  ●●訃報●●蛯名信廣調教師が死去 ラジオNIKKEI・競馬実況web 2009年4月3日閲覧
231. ↑  境勝太郎元調教師が逝去 ラジオNIKKEI・競馬実況web 2009年4月12日閲覧
232. ↑  元祖盾男：保田隆芳さん死去 サンケイスポーツ 2009年7月2日閲覧
233. ↑  ●●訃報●● 横山富雄さん69歳=元騎手 ラジオNIKKEI・競馬実況web 2009年9月18日閲覧
234. ↑  netkeiba,com（2009年10月21日）
235. ↑  訃報 ホッカイドウ競馬 楠克美調教師逝去 ホッカイドウ競馬オフィシャルサイト 2009年10月22日閲覧
236. ↑  “●●訃報●● 山崎正行さん”.   ラジオNIKKEI・競馬実況web. 2009年12月19日時点のオリジナルよりアーカイブ。2009年11月5日閲覧。
237. ↑  アジュディミツオー引退、11月18日に船橋で引退式 ラジオNIKKEI・競馬実況web 2009年9月24日閲覧
238. ↑  クィーンスプマンテ、繁殖生活へ ラジオNIKKEI・競馬実況web 2009年12月25日閲覧
239. ↑  池田鉄平騎手が引退 日本中央競馬会・JRAニュース 2009年3月31日閲覧
240. ↑  白坂聡騎手引退、調教助手に ラジオNIKKEI・競馬実況web 2009年4月30日閲覧
241. ↑  調教師の引退について 東京シティ競馬公式サイト 2010年1月22日閲覧